# Жероно, Камиль-Кристоф
Камиль-Кристоф Жероно (фр. Camille-Christophe Gerono, 1799, Париж — 1891, Париж) — французский математик, занимавшийся проблемами геометрии и диофантова анализа.
Был профессором Политехнической школы (Париж); автор ряда учебников по описательной и аналитической геометрии и тригонометрии. Был основателем и издателем (с 1842 года, совместно с О. Теркемом до его смерти в 1862 году) журнала Nouvelles Annales de Math é matiques, выходившего до 1927 года.
Кривая Лемниската Жероно, исследованная им, названа в его честь.

## Учебники
- Gerono, C. C. Eléments de trigonométrie. — Paris, 1845.
- Gerono, C. C. Géométrie analytique. — Paris, 1854.
- Gerono, C. C. Eléments de géométrie descriptive, 2nd ed. — Paris, 1866.